# 鎮海区 (昌原市)

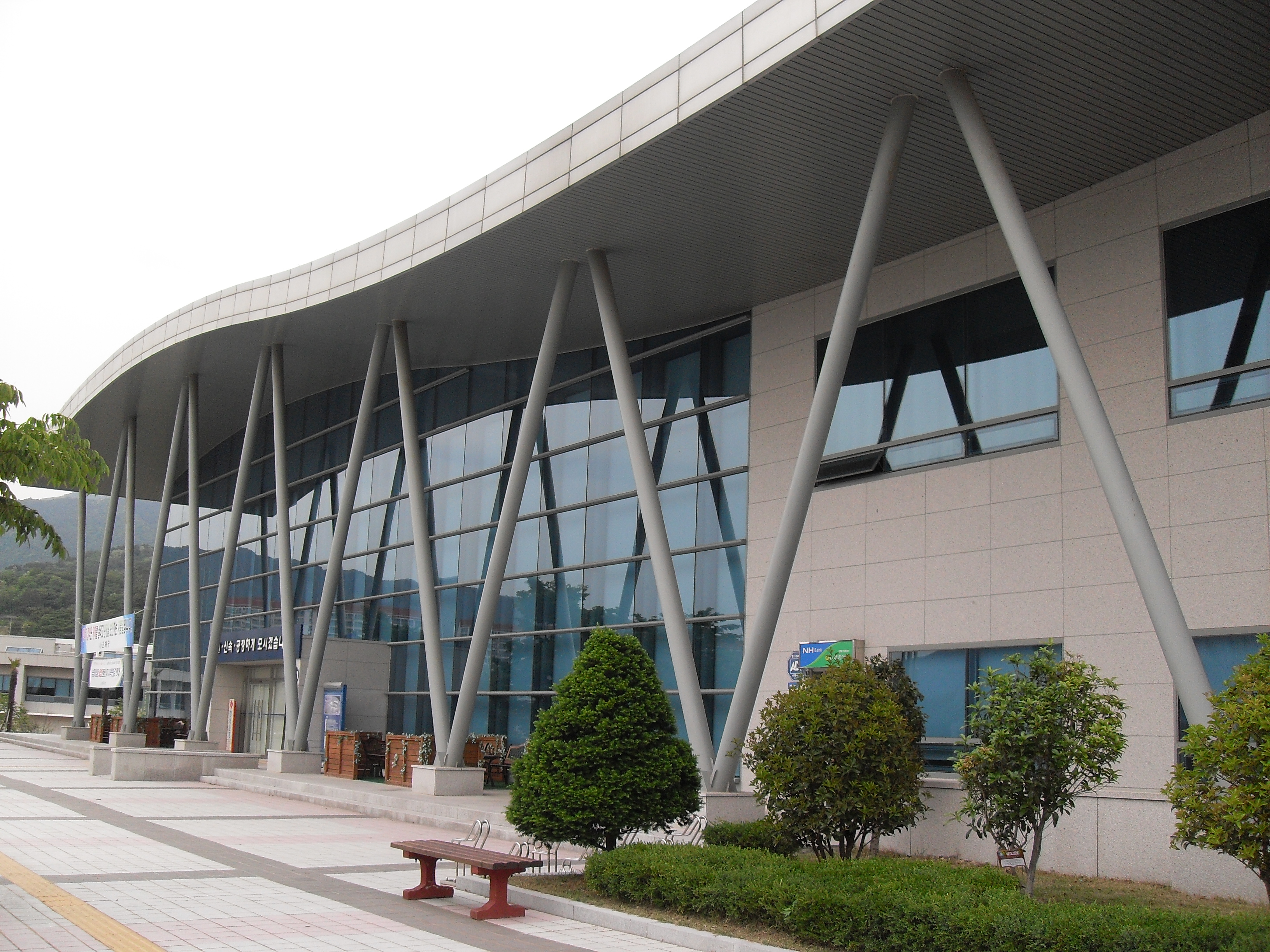
鎮海区庁

鎮海区（ちんかいく/チネく）は、大韓民国慶尚南道昌原市の区。韓国最大の軍港の町として知られる（鎮海海軍基地）。

## 歴史

### 前近代
古代は伽耶のエリアで、新羅時代は熊只県、統一新羅と高麗時代は熊神県が置かれた。
李氏朝鮮時代、慶尚道には鎮海県（鎮海郡）という行政区域があったが、これは馬山合浦区の三鎮（鎮北面・鎮東面・鎮田面）付近であり、現在の鎮海区域ではない。鎮海区域は熊川県と呼ばれた。
薺徳洞槐井里には、15世紀初めに乃而浦倭館（薺浦倭館とも言う）が設置された。釜山浦とともに興利倭船（日本の商船）の入港が許可された2つの港（のちに塩浦が追加され、「三浦」と呼ばれる）の一つとなり、日朝貿易の拠点となった。薺浦は1494年には約2,500人もの日本人が居住する最大の日本人居留地となったが、「恒居倭」と呼ばれた日本人居留民の活動は両国間の摩擦を引き起こし、1510年の三浦の乱につながった。三浦の乱後、日朝貿易が再開されると、薺浦が唯一の開港地となった時期もあったが、1544年の蛇梁倭変によって国交が断絶。1547年の丁未約条により国交が回復するが、対日交易港は釜山一港に限定され、薺浦での日朝貿易は行われなくなる。
中世、熊川県は陶器の産地として知られ、日本での高麗茶碗の分類の一つに「熊川（こもがい）」と呼ばれるものがある。文禄・慶長の役の際に熊川の陶工は松浦鎮信によって平戸に連行され、熊川での陶器生産は終焉する。熊川の陶工が平戸から佐世保に移って生産したものが三川内焼となっている。文禄の役の際には、薺浦付近に熊川倭城が建設された。

### 鎮海軍港の建設

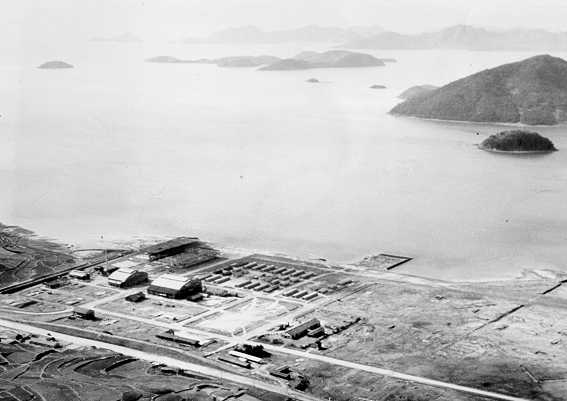
鎮海軍港（1950年頃）

1904年2月、日露戦争開戦に際して日本海軍は鎮海湾一帯を掌握、巨済島で海軍根拠地の建設が行われた。鎮海湾は日本海海戦に際して連合艦隊の集結地となった。
日露戦争後、鎮海湾に軍港を建設する計画が進められた際、現在の鎮海軍港の場所が選定された。1910年から鎮海軍港と都市の建設が開始された。この地域は行政的には1908年以降昌原府の管轄下となっていたが、1911年に軍港一帯は馬山府に属する「鎮海面」として編成され、1914年に昌原郡鎮海面となった。当初は鎮守府を設置する計画で軍港と市街地の建設が進められ、1916年に鎮海要港部が設置された。以後、鎮海は日本海軍の軍港都市として発展し、1931年には鎮海邑に昇格した。
市の中心部にあるロータリーをはじめ、随所に往時の日本の都市計画の姿を見ることができる。また、地名には末尾が「町」となる、日本式の地名が付与された。

### 韓国海軍の軍港都市として
日本の敗戦後、鎮海の海軍施設は、大韓民国海軍の前身である朝鮮海岸警備隊によって利用された。1946年には海軍士官学校、1949年には大韓民国海兵隊が設立されている。
1955年に鎮海市に昇格し、昌原郡を離脱した。
馬山市・昌原市との関係は密接であり、馬昌鎮と呼ばれる広域都市圏を形成していた。2010年7月1日、鎮海市は馬山市とともに昌原市に編入され、行政的にも一体となった。旧鎮海市域は昌原市鎮海区に改編された。
- 1955年9月1日 - 昌原郡鎮海邑が市制施行し、鎮海市となる。
- 1973年7月1日 - 昌原郡熊川面を編入。
- 1975年10月1日 - 巨済郡長木面の一部（柳湖里の猪島・亡蛙島）を編入。
- 1983年2月15日 - 義昌郡熊東面を編入。
- 1993年12月1日 - 一部（猪島・亡蛙島）が巨済郡長木面に編入。
- 1995年3月1日 - 一部が釜山広域市江西区に編入。
- 2010年7月1日 - 鎮海市が馬山市・昌原市と合併し、昌原市が発足。鎮海市廃止。旧鎮海市域を鎮海区に改編。

## 行政

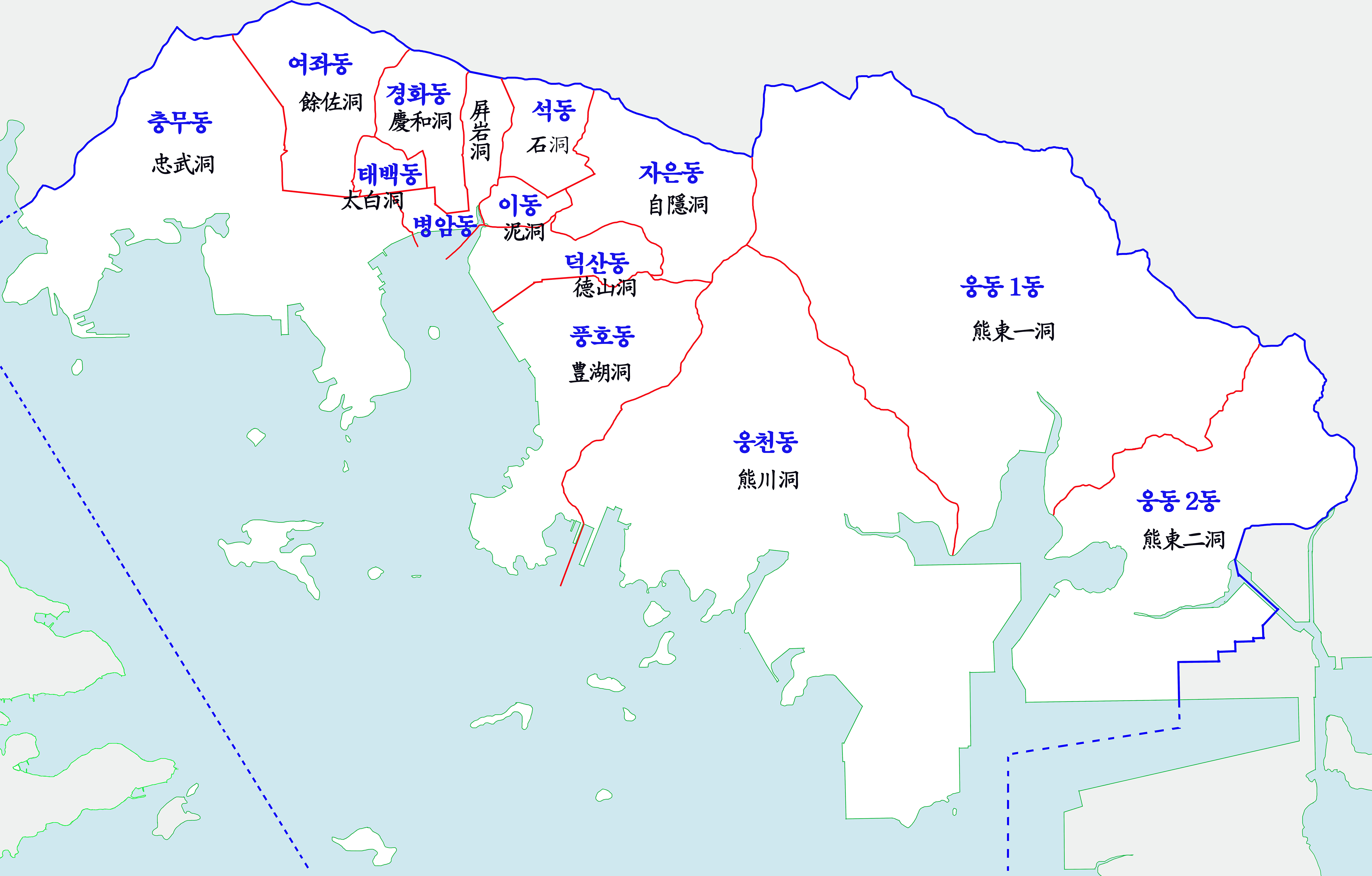
行政区域図

### 行政区域
| 行政洞  | 法定洞 |
| ------- | --- |
| 忠武洞  | 和泉洞、松鶴洞、平安洞、大興洞、忠武洞、仁寺洞、余佐洞、帝皇山洞、新興洞、東上洞、道万洞、道泉洞、飛鳳洞、松竹洞、寿松洞、県洞、太平洞、大川洞、光化洞、中坪洞、槿花洞、益善洞、会賢洞、通信洞、中央洞、昌善洞、復興洞、大栄洞、鶯谷洞、崇仁洞、仁義洞、南浜洞、忠義洞、大竹洞、束川洞、安谷洞、茂松洞 |
| 余佐洞  | 余佐洞、太白洞、忠武洞、県洞 |
| 太白洞  | 太白洞、余佐洞、慶和洞 |
| 慶和洞  | 慶和洞 |
| 屏岩洞  | 慶和洞、石洞、泥洞 |
| 石洞    | 泥洞、石洞 |
| 泥洞    | 徳山洞、石洞、自隠洞、泥洞 |
| 自隠洞  | 自隠洞、徳山洞 |
| 徳山洞  | 徳山洞、自隠洞、豊湖洞 |
| 豊湖洞  | 自隠洞、豊湖洞、将川洞、行岩洞、院浦洞 |
| 熊川洞  | 院浦洞、竹谷洞、明洞、城内洞、北部洞、西中洞、南門洞、薺徳洞、水島洞、椽島洞 |
| 熊東1洞 | 南陽洞、馬川洞、所沙洞、大壮洞、頭洞 |
| 熊東2洞 | 龍院洞、晴安洞、佳主洞、安骨洞 |

### 警察
- 鎮海警察署

### 消防
- 昌原消防本部
  - 大興119安全センター
  - 泥洞119安全センター
  - 熊東119安全センター
  - 龍院119安全センター

## 文化・観光・施設

### 鎮海の桜

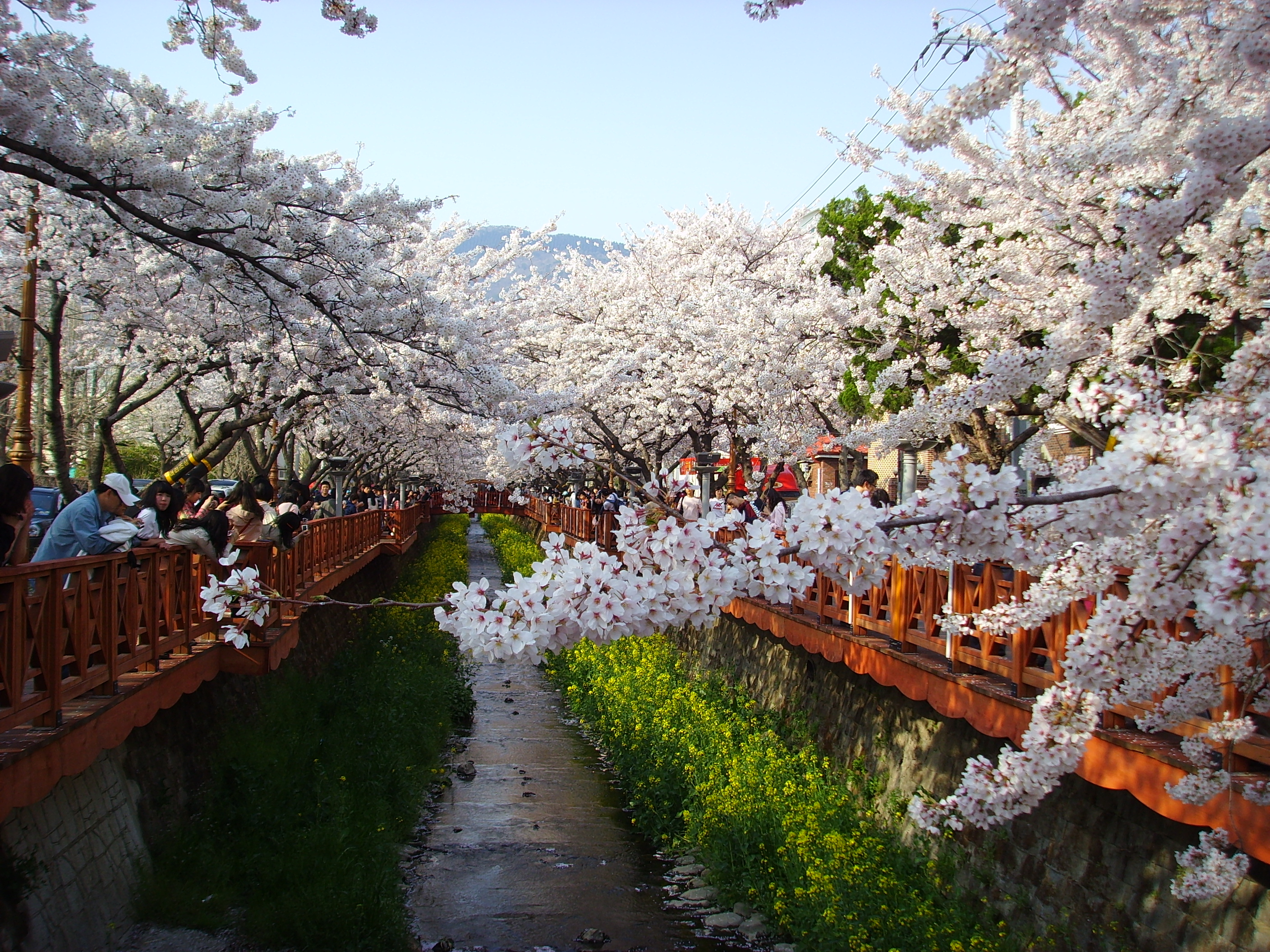
余佐川の桜

日本海軍は鎮海の都市建設に際して、景観や土地保全のために梅や桃・松など各種の樹木を大規模に植えた。桜もそのひとつである。桜は海軍のシンボルとしてその後も植樹が進められ、1920年代半ばまでに鎮海は桜の名所として知られるようになった。1926年の鎮海線開通後は花見の季節に臨時列車が運行された。
日本の敗戦後（朝鮮の解放後）、桜は日本の国花であるとして、大半が伐採された。しかし1962年、桜（ソメイヨシノ）の原産地が韓国（済州島）だとする説が紹介され、「桜は日本から入ってきた樹木ではなく、元来わが国の土壌で自生したもの」 とするイメージが広められたこと、1974年4月の朴正煕大統領命令によって桜の大植樹運動が展開されたことで、現在の鎮海の桜が復活した。
桜の名所として有名な女座川沿いの99.7%、慶和駅周辺の91.1%の桜の木が、1960年代に日本から持ち込まれた日本産のソメイヨシノであり、残りも日本産のシダレザクラなどであり、王桜ではないことが判明している。

### 熊川倭城
薺徳洞。上杉景勝・直江兼続によって薺浦付近に熊川倭城が建設され、小西行長が在陣した。大規模な遺構が残されている。

## 交通
馬山や昌原等からバスが頻発している。釜山西部バスターミナルからの便も多い。

### 鉄道
- 韓国鉄道公社鎮海線
  - 慶和駅 - 鎮海駅 - 統海駅
  - 2015年1月31日をもって定期旅客列車の運行を終了した。

## 註
1. ↑  “주민등록 인구통계 - 행정안전부”. 行政安全部. 2024年1月3日閲覧。
2. ↑  竹国（1999年）、p.21
3. ↑  竹国（1999年）、p.232-233
4. ↑  竹国（1999年）、p.234-235
5. ↑  竹国（1999年）、p.244-252。
6. ↑  竹国（1999年）、p.7に引用された軍港祭主催団体「鎮海地域李忠武公護国精神宣揚会」パンフレット
7. ↑  “「진해 군항제 벚나무는 일본 벚나무 일색」”.  내일신문 (2023年3月24日). 2023年3月26日時点のオリジナルよりアーカイブ。2023年3月29日閲覧。